# Bandera de la Segona República Espanyola
La Bandera de la Segona República Espanyola, també coneguda amb el nom de bandera republicana, ensenya oficial d'Espanya en el període comprès entre 1931 i 1939, és una bandera tricolor horitzontal composta pels colors roig, groc i morat. La franja superior és la de color vermell, la central la de color groc i la tercera la de color morat, les tres de la mateixa amplada. Porta com blasó al centre de la franja groga l'Escut de la Segona República Espanyola.

## Història i origen
Amb el fracàs de la dictadura de Primo de Rivera, la pròpia Casa de Borbó a Espanya va veure que el seu prestigi en la societat espanyola general es trobava en una de les seves fites més baixes. Els resultats de les eleccions municipals del 12 d'abril de 1931, encara que no van donar la victòria als partits republicans, aquests sí que van guanyar a les principals ciutats, el que va posar a la monarquia espanyola entre l'espasa i la paret. La situació es va fer cada vegada més caòtica, en diverses ciutats es va proclamar la República i en els seus ajuntaments onejava la bandera tricolor. El 14 d'abril el rei va optar voluntàriament per l'exili després de l'avís dels polítics republicans, que van assegurar no poder "garantir la seguretat" ni del rei ni de la seva família, i es va proclamar la Segona República.

Bandera de la República per a ús civil (sense escut)

Mentre els esdeveniments se succeïen, una part del poble va enarborar la nova bandera a les principals places d'algunes grans ciutats espanyoles. Eibar va ser la primera localitat a hissar aquesta ensenya des del seu Ajuntament, el dia 13. Després van seguir ciutats importants, com Madrid o Barcelona, amb manifestacions multitudinàries.
Oficialment va ser adoptada per decret del 27 d'abril de 1931 de la Presidència del Govern Provisional de la República:
| « | […] L'alçament nacional contra la tirania, victoriós des del 14 d'abril, ha enarborat una ensenya investida pel sentir del poble amb la doble representació d'una esperança de llibertat i del seu triomf irrevocable. Durant més de mig segle l'ensenya tricolor ha designat la idea de l'emancipació espanyola mitjançant la República. En poques hores, el poble lliure, que en prendre les regnes del seu propi govern proclamava pacíficament el nou règim, va hissar per tot el territori aquella bandera, manifestant amb aquest acte simbòlic el seu adveniment a l'exercici de la sobirania. Una era comença en la vida espanyola. És just, és necessari, que altres emblemes declarin i publiquin perpètuament als nostres ulls la renovació de l'Estat. El Govern provisional acull l'espontània demostració de la voluntat popular, que ja no és desig, sinó fet consumat, i la sanciona. En tots els edificis públics oneja la bandera tricolor. L'han saludat les forces de mar i terra de la República; ha rebut d'elles els honors pertanyents al jirón de la Pàtria. [...] | » |

Posteriorment aquest canvi va ser institucionalitzat en el primer article de la Constitució de 1931 que assenyalava:
| « | […] La bandera de la República espanyola és vermella, groga i morada. [...] | » |

La bandera que la Segona República adoptava com a pròpia era la mateixa que nombrosos grups republicans havien usat com a alternativa a la bandera de color roig i groc, que identificaven amb la monarquia borbònica a Espanya. A causa d'aquest ús previ, l'abril de 1931 van proliferar exemplars de la bandera, que va ser adoptada de forma fulminant pel nou govern provisional. A més de simbolitzar el canvi radical en el sistema de govern, la inclusió del tercer color buscava el reconeixement al poble de Castella com a part vital d'un nou estat, sota el supòsit que els colors vermell i groc representaven als pobles de l'antiga Corona d'Aragó, i creien -erròniament- que la bandera de Castella havia sigut morada.

### El liberalisme i el morat
El 1821, amb l'anomenat trienni liberal i el pronunciament del Coronel Rafael de Riego contra l'absolutisme de Ferran VII, dins d'un sector dels liberals exaltats va existir una societat secreta que copiava ritus de la maçoneria, coneguda com Els Comuneros, que ja recollien la bandera morada amb un castell com a emblema. Poc més d'una dècada després, el 1831, Mariana Pineda a Granada (Andalusia) broda una bandera morada, amb un triangle verd al centre i les paraules brodades en vermell Llibertat, Igualtat i Llei per a l'aixecament liberal que li costaria l'execució.
El 1830, després de repetides sol·licituds, el Regiment de Castella adopta el morat per a la seva bandera.
El 1833, quan es produeix la proclamació d'Isabel II, s'adopta un estendard real morat, el que reflectia tant un record del controvertit pendó com el suport del sector liberal a la reina nena enfront dels carlins tradicionalistes del Déu, Pàtria i Rei.
El 1843, la reina adopta com a bandera nacional la bandera bicolor, utilitzada com a pavelló naval des 1785.
Se sol repetir que el 1869, després de l'enderrocament d'Isabel II i amb la proclamació de la Primera República, una comissió de l'Ajuntament de Madrid va presentar una proposició a les noves Corts Constituents perquè adoptés per bandera nacional la tricolor de faixa morada que ja usaven els mateixos regidors de l'Ajuntament, proposta que va ser rebutjada. No obstant això, fins ara no s'ha trobat cap prova documental d'aquest fet.
Sorgirien projectes posteriors, com el basat en els colors de la bandera de França, com a símbol republicà del famós lema jacobí Llibertat, Igualtat i Fraternitat, enfront de la monarquia, però mai van arribar a ser legislats. Els francesos també tindrien problemes amb l'acceptació de la bandera nacional francesa fins a mitjans de 1880, amb la Tercera República Francesa.

### Un morat republicà
Entre finals del segle xix i principis del segle xx, la imatge de la monarquia va perdre força i respecte, i es mantenia un sector d'ideologia republicana, una part d'ella hereva del federalisme de Francesc Pi i Margall, per exemple. Progressivament es va adoptar la bandera republicana tricolor en diferents ateneus i casinos republicans.
El gran fracàs de la Guerra Hispano-estatunidenca, que es va reflectir profundament amb el pessimisme dels intel·lectuals de l'època, la Generació del 98 que també demostrava un afecte per Castella, la lenta agonia de la primera restauració borbònica i la caiguda de la Dictadura de Primo de Rivera, especialment afavorit per Alfons XIII, va acabar desprestigiant en amplis sectors socials, polítics, militars i intel·lectuals a la monarquia i, per tant, donant ales a la substitució del règim per un sistema republicà amb nous símbols.
D'aquesta manera, en vigílies de l'adveniment de la Segona República es produïa la gran paradoxa que els republicans progressistes, conservadors i militars coincidien a considerar el color morat com la pluralitat dels pobles d'Espanya amb la inclusió del morat del poble castellà, des d'un esperit alhora rupturista i respectuós amb el passat. A la promulgació oficial destaca Manuel Azaña com a ferm partidari de l'adopció d'aquesta bandera com a l'himne de Riego com oficial de l'Estat.
Durant els primers dies de la Guerra Civil de 1936, el cop d'estat del bàndol nacional es produiria en algunes zones del país amb la bandera tricolor, però després de les pressions i el suport de sectors monàrquics com els carlins, s'aniria assumint ràpidament la bandera tradicional per simbolitzar la seva oposició a la Segona República.

### Després de 1939
Durant l'era franquista la bandera republicana va ser utilitzada per alguns grups de l'exili republicà espanyol i per combatents antifeixistes dins de la península com els maquis, el FELN i el FRAP.
Amb el lent desmantellament de la dictadura militar franquista durant la Transició Espanyola després de la mort del general Franco el 1975, gran part de l'esquerra a l'exili encara tenia com a oficial la bandera de la Segona República fins que, primer el PSOE amb l'arribada de Felipe González, i després el PCE amb Santiago Carrillo, van acordar mantenir l'actual bandera bicolor i respectar així la insígnia tradicional oficialment a la redacció consensuada de la nova Constitució de 1978.
No obstant això, durant tot el regnat de Joan Carles I, l'ús d'aquesta bandera ha estat vigent en àmbits no oficials i entre la major part dels grups republicans d'esquerres del país com a símbol reivindicatiu d'un canvi en el model d'estat espanyol cap a una nova república. El 2009 el PCE, sentint-se desvinculat de la Constitució Espanyola de 1978, es va separar de la bandera espanyola reivindicant una nova república al costat de la tricolor.

## Escarapela

Escarapela de la Segona República Espanyola

L'escarapela de la República Espanyola és un símbol referit a la Segona República Espanyola, i que està vivint certa expansió a causa de l'augment del republicanisme a Espanya. És molt usat en els partits polítics republicans d'esquerra, com Izquierda Unida o Izquierda Republicana.
Històricament, durant la Segona República Espanyola va ser usada amb caràcter oficial. El seu disseny mostra els colors republicans, situant-se el color morat al centre.

## La bandera militar

Exemple de bandera de l'exèrcit, en aquest cas de la divisió 44

El 6 de maig de 1931 va ser descrita amb caràcter general per a l'exèrcit, amb les mateixes característiques anteriorment descrites, estant l'escut envoltat per una inscripció brodada amb el nom de la unitat; negres les lletres que figuraven en la meitat superior i blanques les que se situen sobre la franja inferior morada.
Una altra novetat són les seves menors dimensions, de tan sols 1:1, així com la presència de serrells daurats en el contorn de totes elles, detall fins llavors només apreciat en algunes banderes de l'Exèrcit Espanyol d'Àfrica.

## Galeria

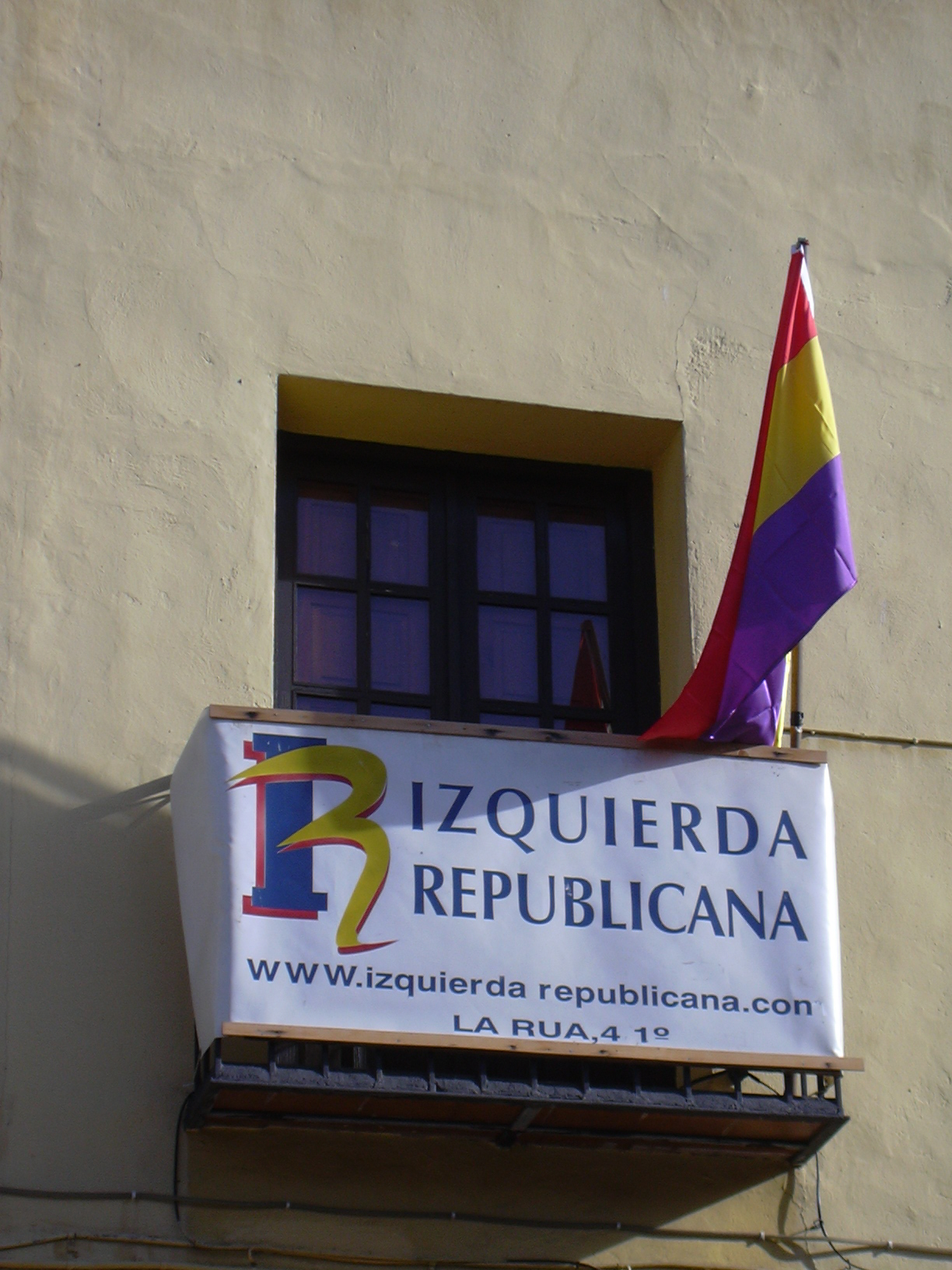
Bandera de la República en un balcó de Izquierda Republicana
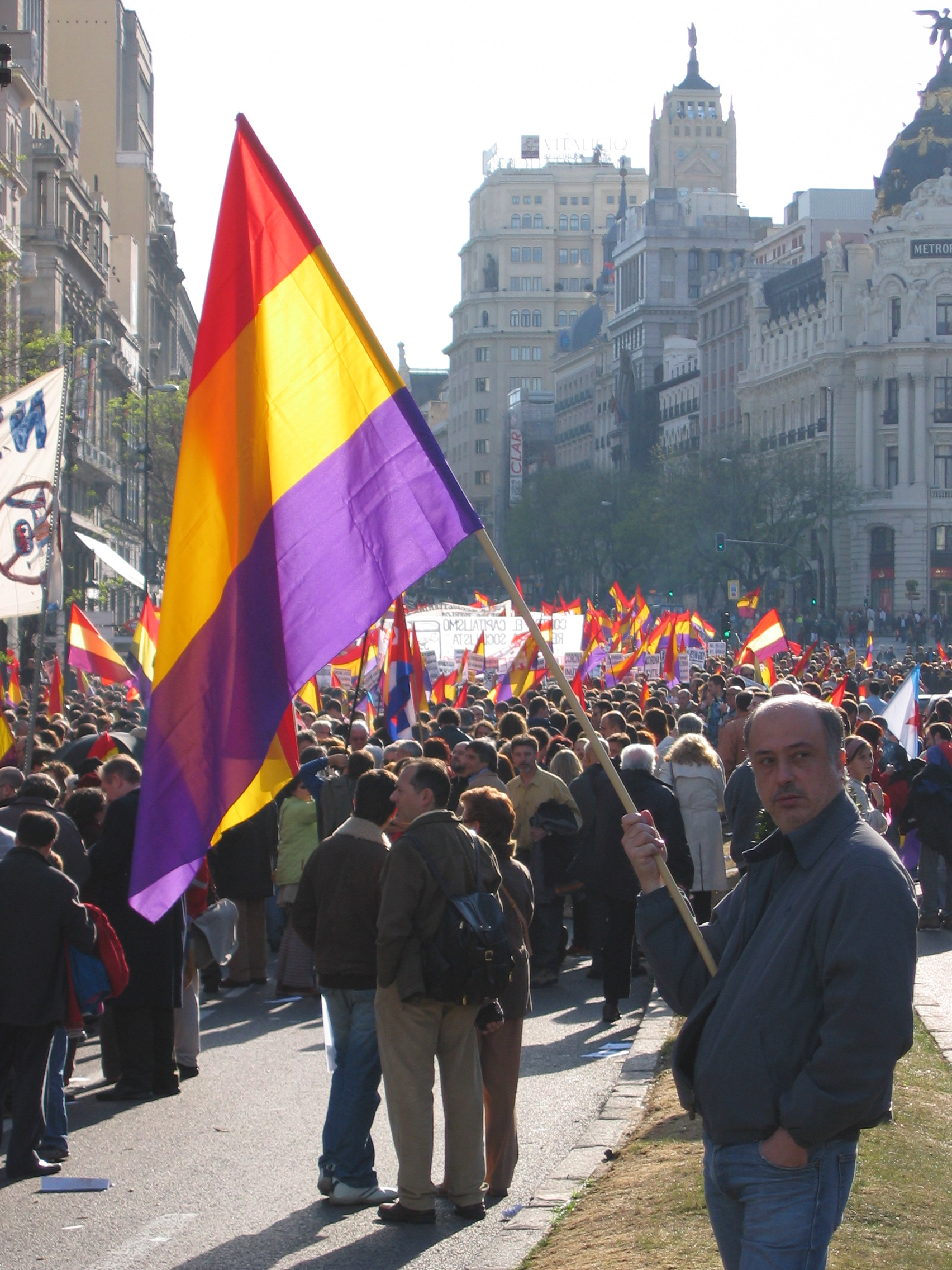
Manifestació a favor de la República a Madrid, 2006
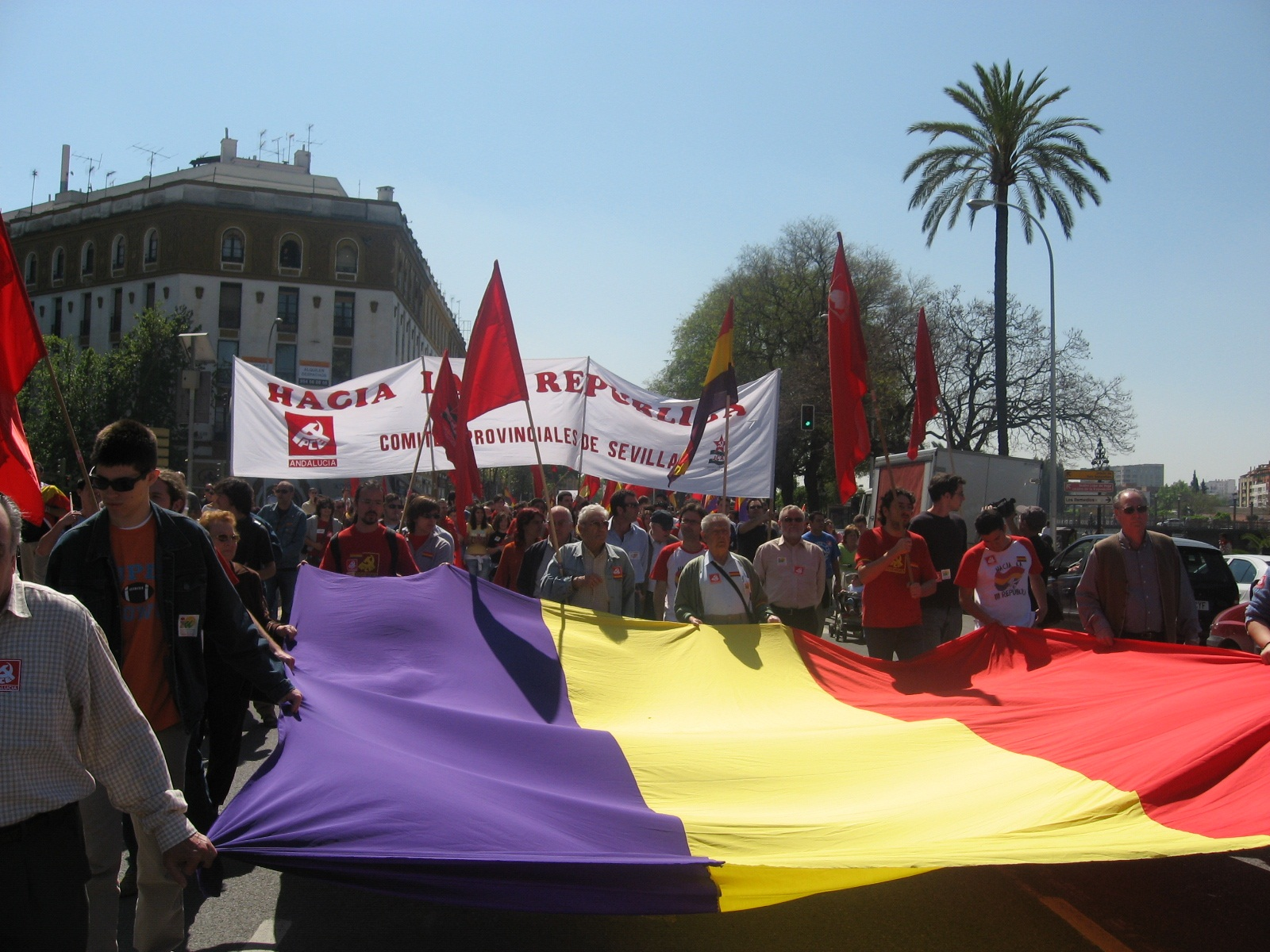
Manifestació a favor de la República a Sevilla, 2006
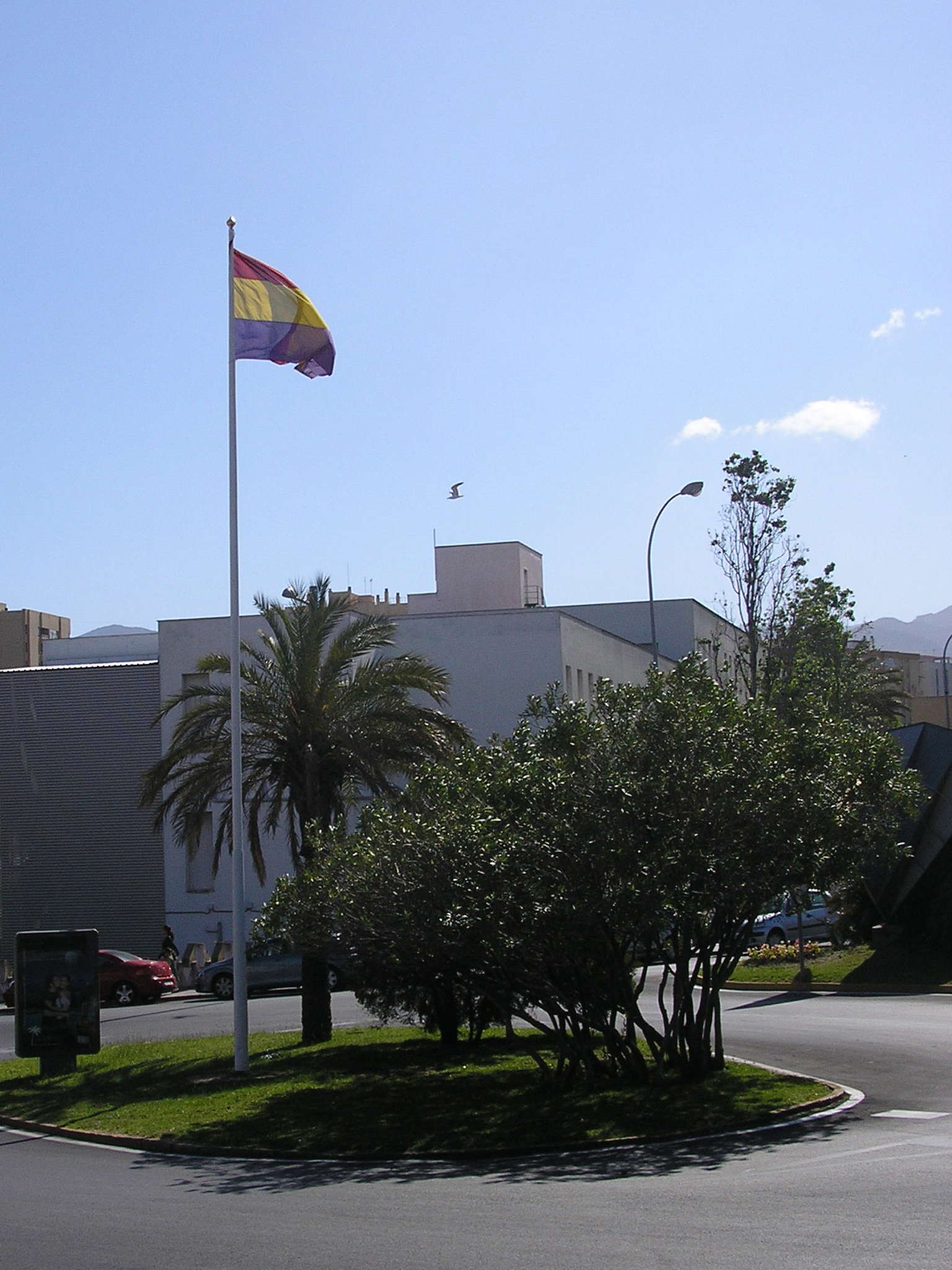
Bandera Tricolor a Algesires commemorant l'aniversari de la República, 2009
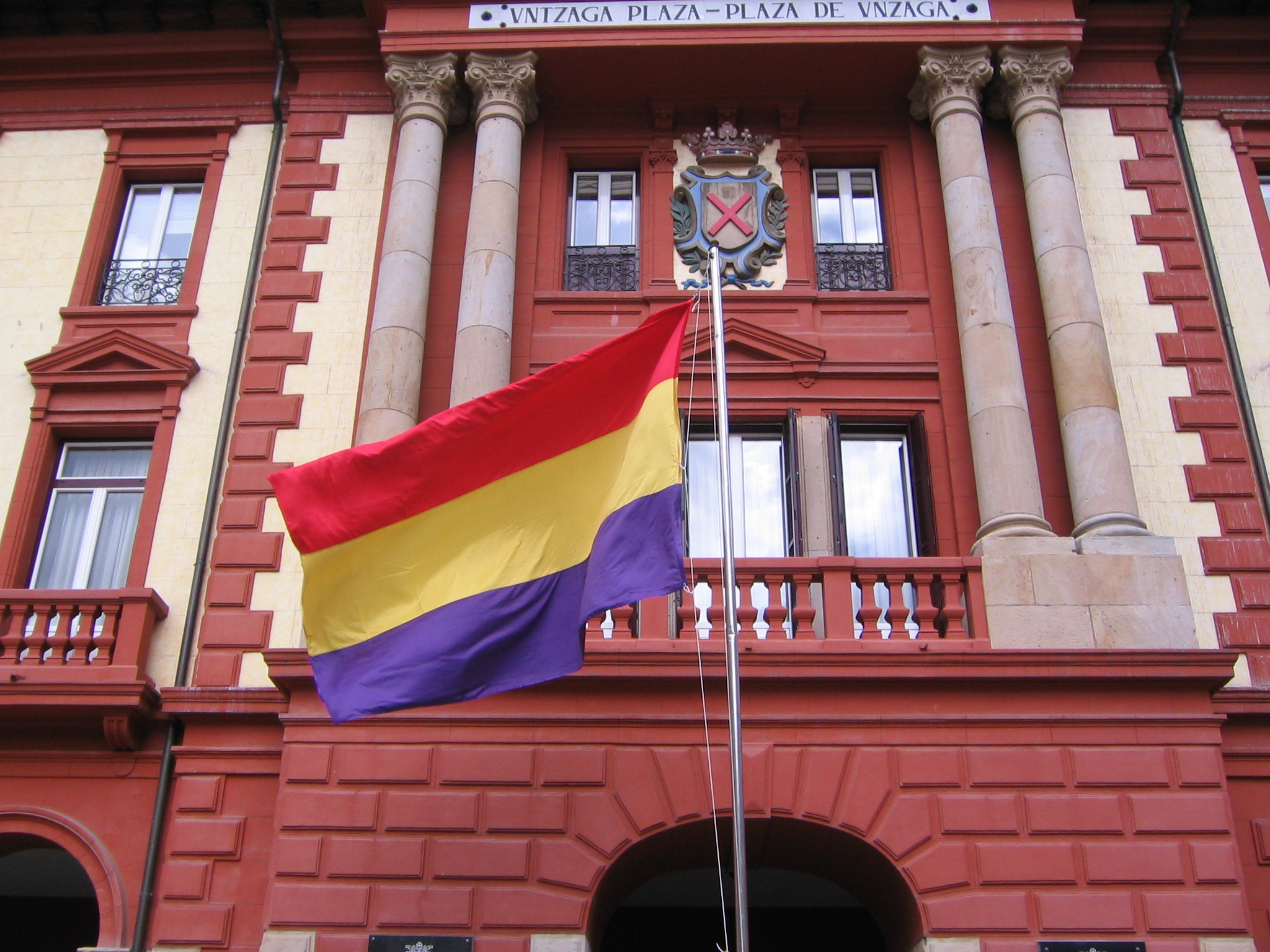
Bandera Tricolor onejant per l'aniversari de la República a Eibar, 2008
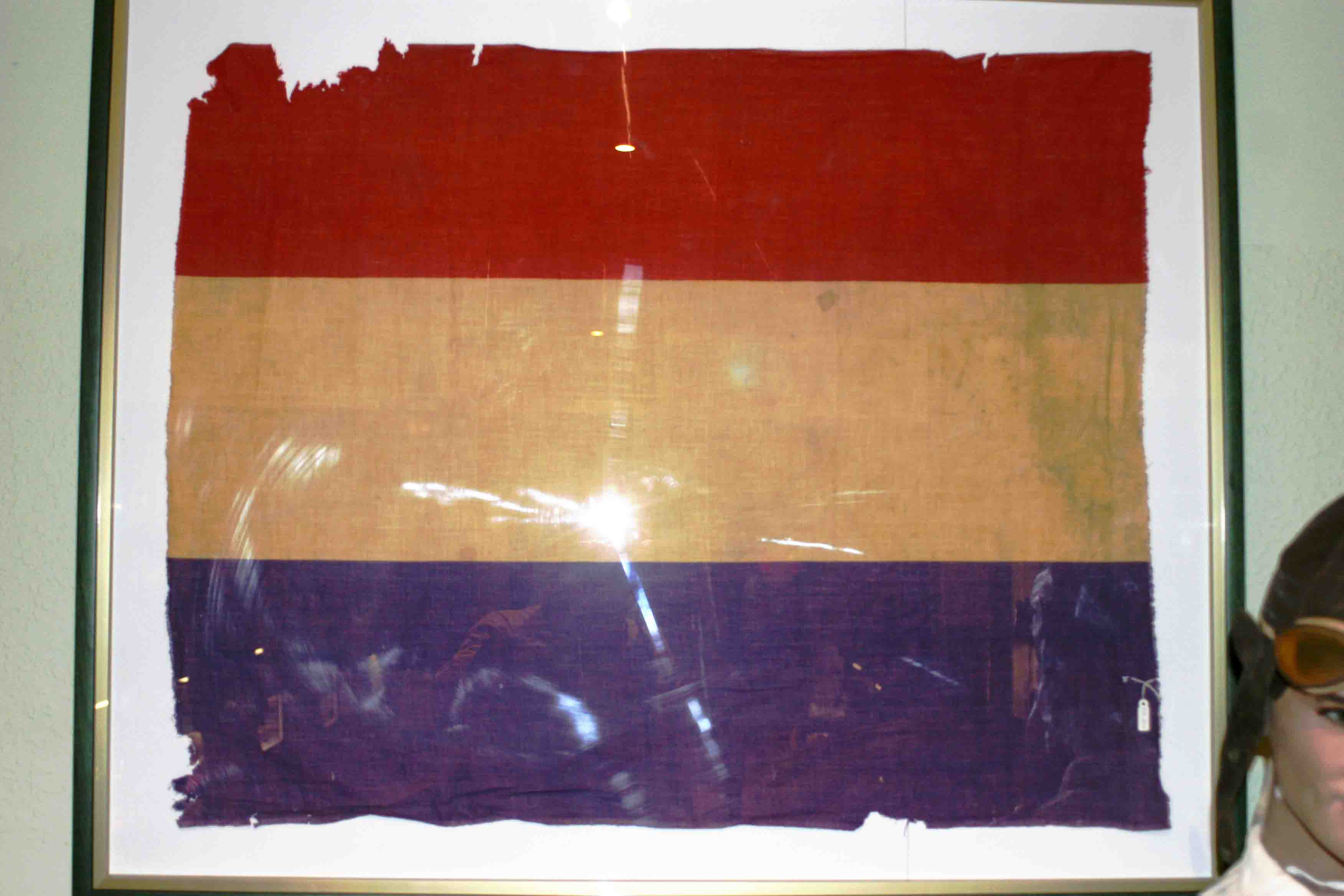
Bandera tricolor capturada després de la batalla de l'Ebre
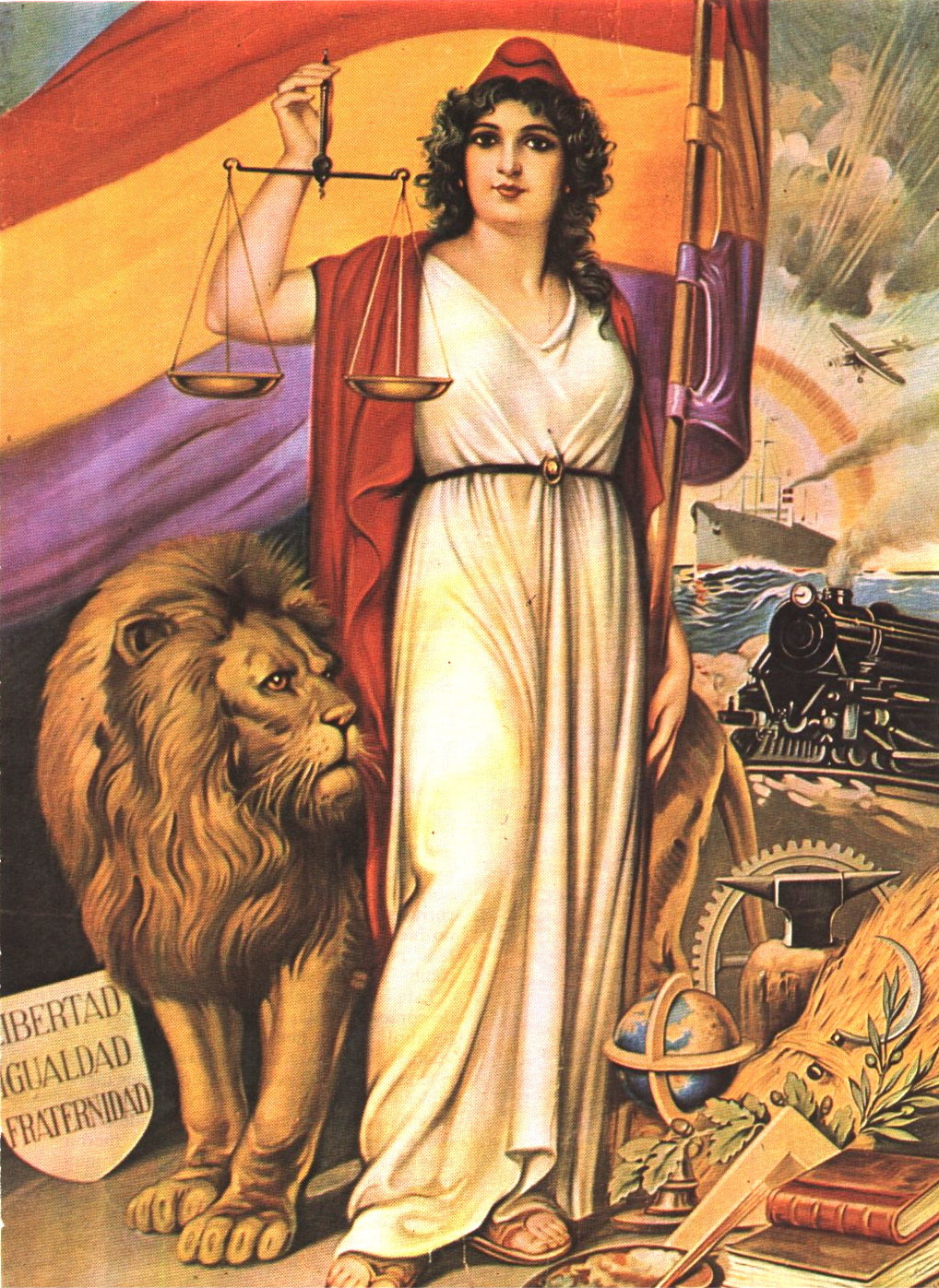
Al·legoria de la Segona República Espanyola
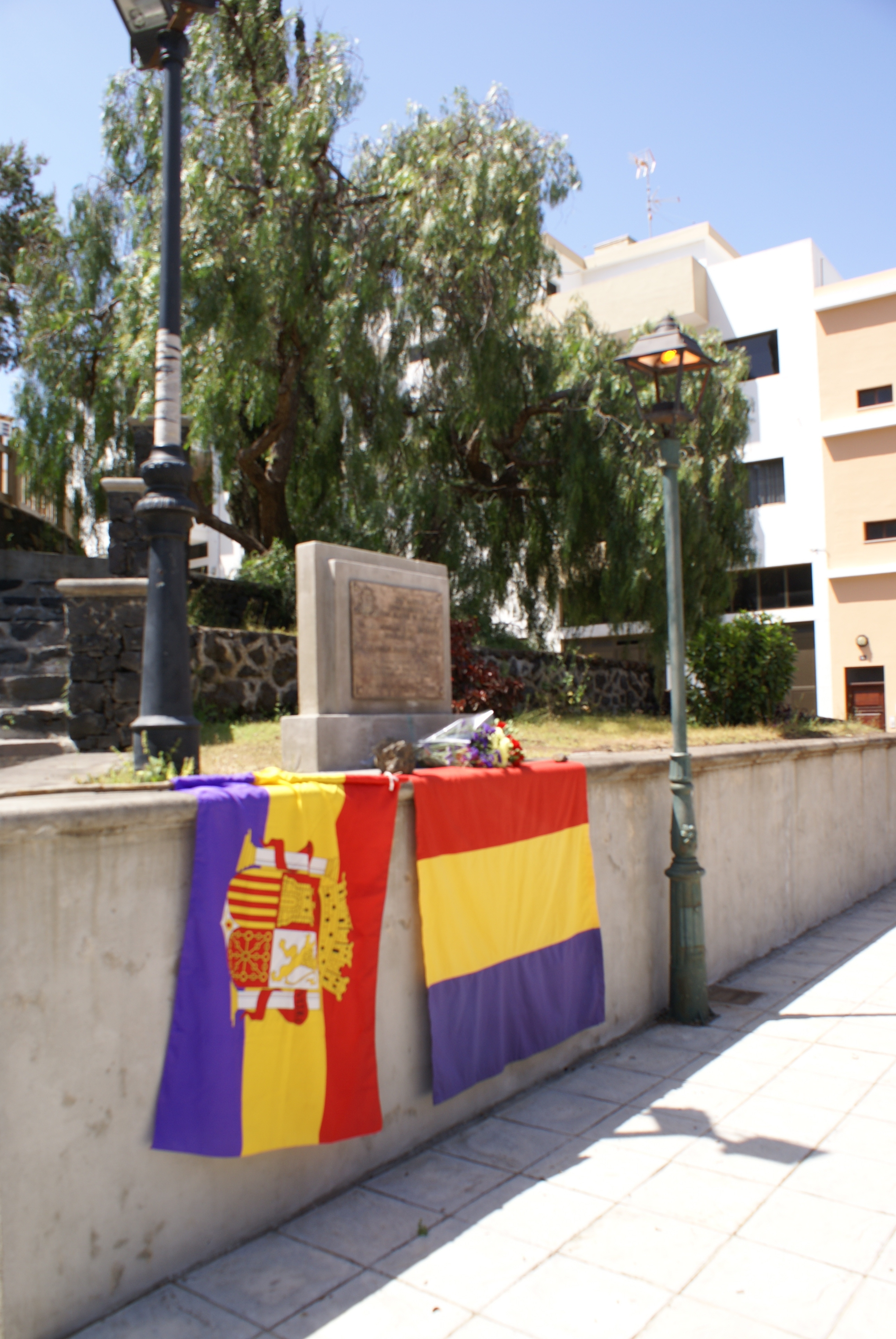
Monument dedicat a l'alcalde Francisco Rodríguez Betancourt a Los Llanos de Aridane. La bandera de l'esquerra amb l'escut ampliat és una versió comercial recent.
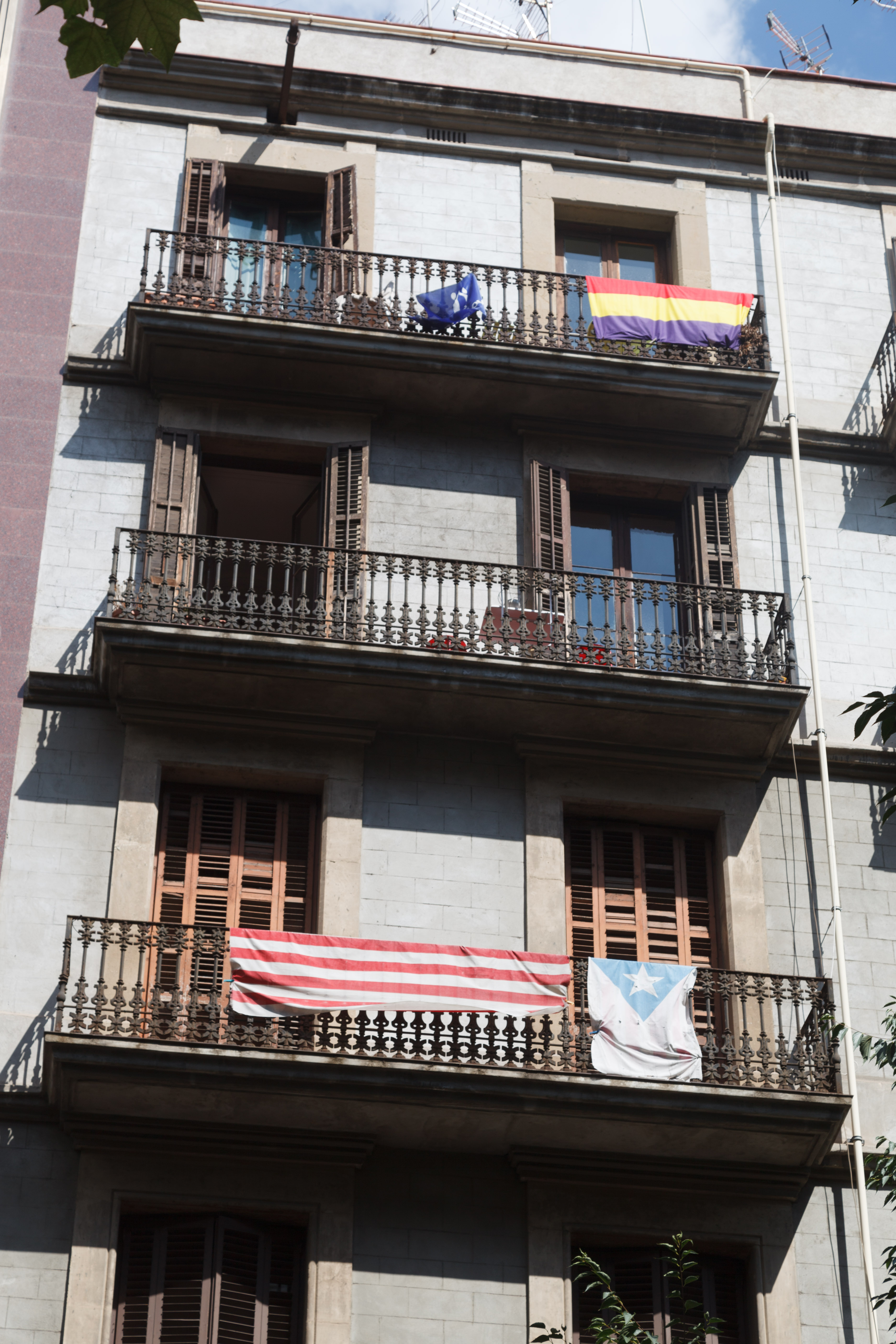
Bandera tricolor a Barcelona abans del referèndum sobre la independència de Catalunya de 2017
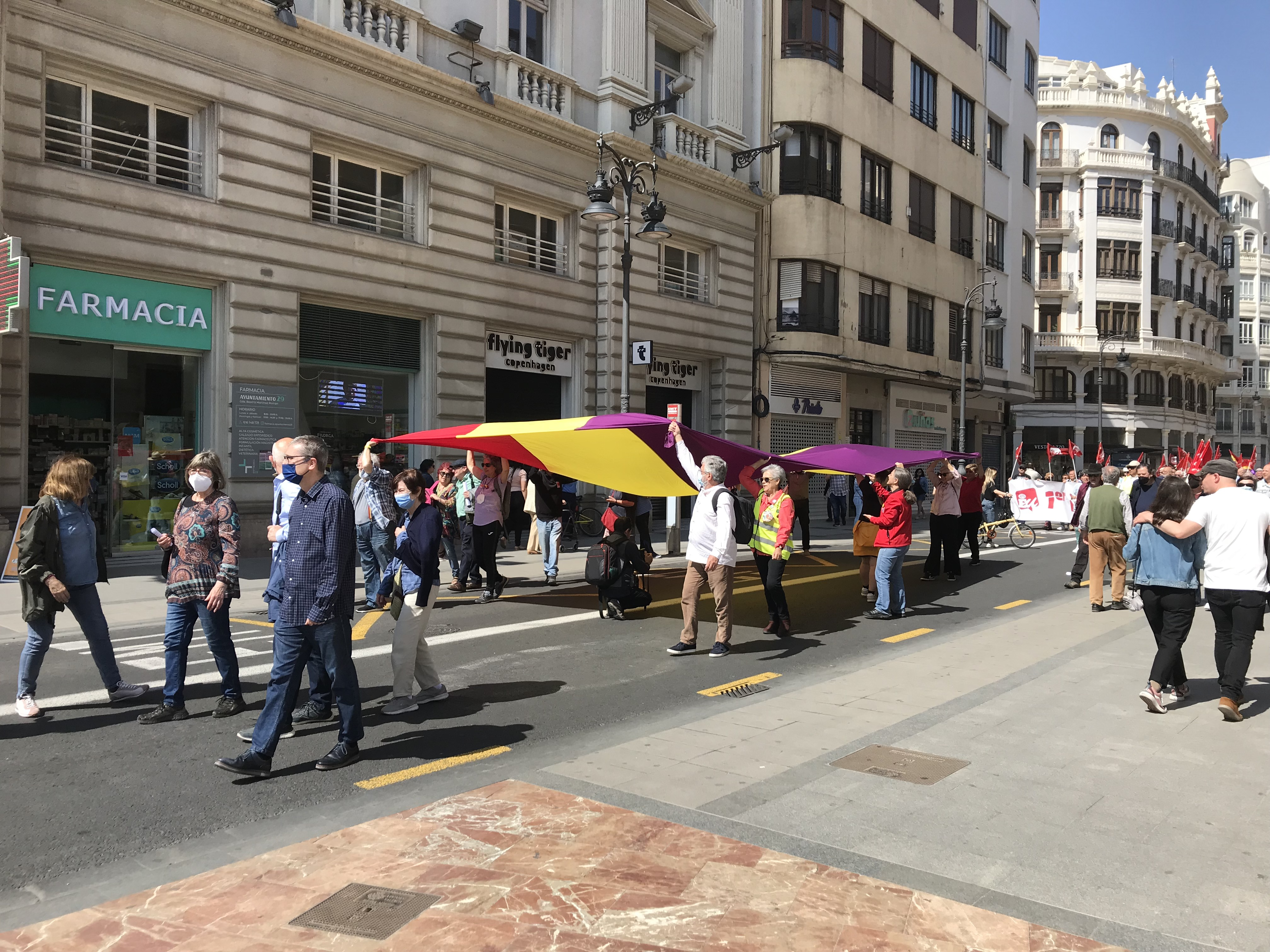
Manifestants a València portant la bandera tricolor el Primer de Maig de 2022